# Garinje
Garinje (cyr. Гариње) – wieś w Serbii, w okręgu pczyńskim, w gminie Vladičin Han. W 2011 roku liczyła 483 mieszkańców.